# Il potere della magia
Il potere della magia (il titolo originale in inglese è The Measure of the Magic) è il secondo libro della dilogia Le leggende di Shannara scritto nel 2011 da Terry Brooks. Esso riprende le vicende trattate nel primo libro aggiungendo un nuovo nemico, chiamato lo Stracciaiolo, un demone capace di appropriarsi dei corpi delle persone.

## Trama
Sono passati cinque secoli da quando una catastrofica guerra ha distrutto il mondo. Da allora i pochi sopravvissuti – umani, Elfi e le nuove razze mutanti – si sono rifugiati in una valle remota, protetta da una magia impenetrabile. Per cinquecento anni hanno goduto di una lunga pace, ma l’incantesimo che li isolava ha cominciato a svanire. Sider Ament, l’ultimo dei Cavalieri del Verbo, in possesso del bastone nero, un antico e potentissimo talismano che proteggeva la valle, è stato ucciso dai Troll, e il suo successore, il giovane cercatore di piste Panterra Qu, è ancora troppo inesperto. Mentre un agguerrito esercito di Troll tenta di impadronirsi della valle segreta e una tremenda congiura mira a usurpare il trono degli Elfi, Panterra dovrà misurarsi con la minaccia più tremenda: l’ultimo dei demoni del Vuoto, un essere astuto e senza pietà che da secoli dà la caccia ai Cavalieri del Verbo e che vuole impadronirsi dell’ultimo bastone nero per eliminare ogni forma di vita sulla Terra.

## Personaggi
- Panterra Qu
- Prue Liss
- Pogue Kray
- Aislinne Kray
- Skeal Eile
- Trow Ravenlock
- Lo Stracciaiolo
- Arik Siq
- Phryne Amarantyne
- Tasha Orullian
- Tenerife Orullian

## Edizioni
- Terry Brooks, Il Potere della Magia, traduzione di Riccardo Valla, pp. 368. ISBN 978-88-04-63316-7